# 河内村 (広島県佐伯郡)
河内村（こうちむら）は、広島県佐伯郡に存在していた村。
現在の広島市佐伯区に位置する。

## 歴史
- 1889年（明治22年）4月1日 ｰ 町村制の施行により河内村が発足。
- 1955年（昭和30年）4月1日 ｰ 五日市町、石内村、観音村、河内村、八幡村が新設合併し、五日市町になる。

## 教育（1955年時点のデータ）
- 河内村立河内小学校（現:広島市立河内小学校）

## 地理

### 河川
- 八幡川
- 野登呂川

### 主な名所
- 次郎五郎滝
- 魚切ダム[2]